# Metropolia biełgorodzka
Metropolia biełgorodzka – jedna z metropolii Rosyjskiego Kościoła Prawosławnego. W jej skład wchodzą trzy eparchie: eparchia biełgorodzka, eparchia gubkińska oraz eparchia wałujecka. Obejmuje terytorium obwodu biełgorodzkiego.
Erygowana przez Święty Synod Rosyjskiego Kościoła Prawosławnego na posiedzeniu w dniu 7 czerwca 2011. Jej pierwszym ordynariuszem został biskup biełgorodzki i starooskolski Jan (Popow).